# Remy Zgraggen
Remy Zgraggen (* 2. Dezember 1980 in Zürich) ist ein Schweizer Fussballschiedsrichter und Schiedsrichterassistent. Er kam bisher insbesondere in der höchsten Schweizer Fussball-Spielklasse, der Raiffeisen Super League, in der Super League Greece, in der österreichischen Bundesliga sowie in internationalen Spielen als FIFA-Schiedsrichterassistent zum Einsatz. 2018 wurde Remy Zgraggen zu einem der ersten Halbprofis des Schweizerischen Fussballverbands ernannt.
Zgraggen wurde an der EPFL promoviert, er ist Experte für Versicherungsrecht.